# Unitarische Weihehalle

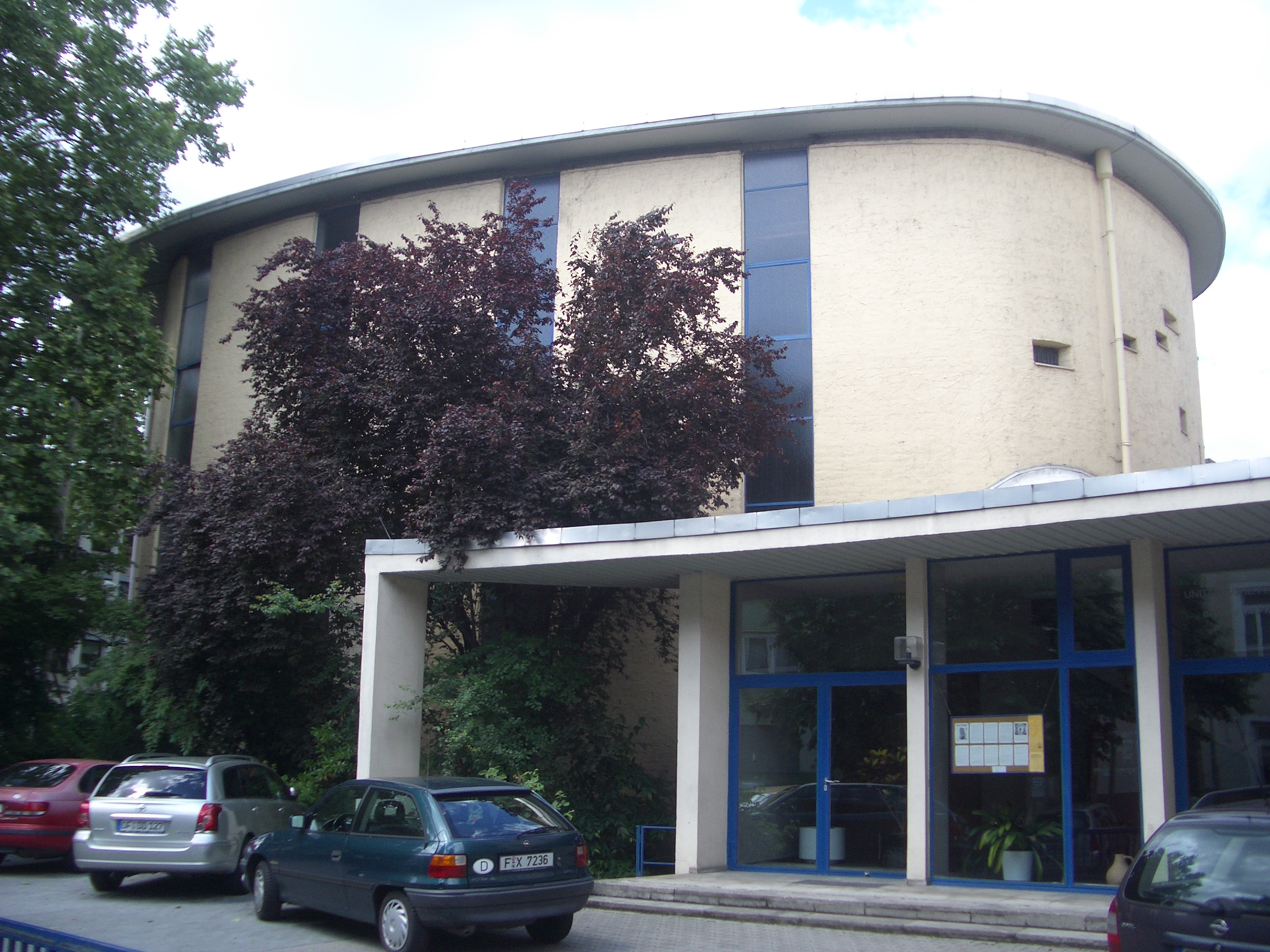
Unitarische Weihehalle, Ansicht von der Fischerfeldstraße aus

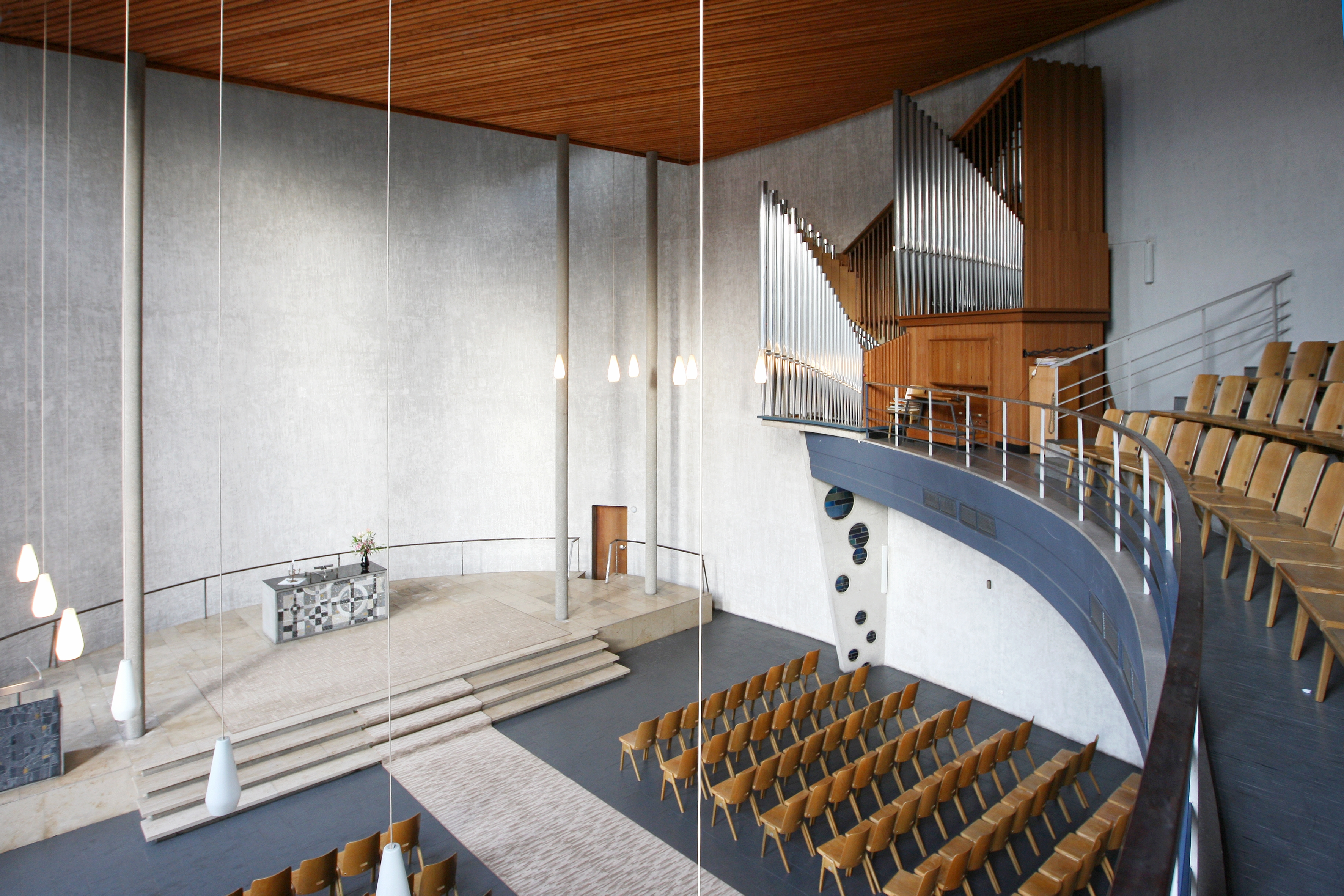
Innenansicht der Unitarischen Weihehalle – Blick von der Empore

Die Unitarische Weihehalle ist die Versammlungsstätte der Religionsgemeinschaft der Unitarier in Frankfurt am Main. Sie wurde von 1958 bis 1960 nach Plänen des Architekten Alfred Schild als Rundbau auf dem Eckgrundstück Mainstraße/Fischerfeldstraße errichtet. Das Gebäude ist der einzige moderne Sakralbau innerhalb des Frankfurter Anlagenrings.

## Gemeindegeschichte
Die Unitarische Freie Religionsgemeinde in Frankfurt am Main entstand in der Mitte des 19. Jahrhunderts. Im Umfeld der Paulskirchenbewegung suchten römisch-katholische, protestantische und jüdische Gläubige, die die dogmatischen Vorgaben der etablierten Religionsgemeinschaften ablehnten, nach religiöser Eigenständigkeit. Die neue Gemeinschaft, die sich zunächst „deutsch-katholisch“ nannte, verzichtete bewusst auf eine „heilige“ Schrift oder ein festes Bekenntnis. Heute fühlt sich die Gemeinde einem religiösen Humanismus verpflichtet. Sie ist als Körperschaft des öffentlichen Rechts anerkannt.

## Baugeschichte und Architektur

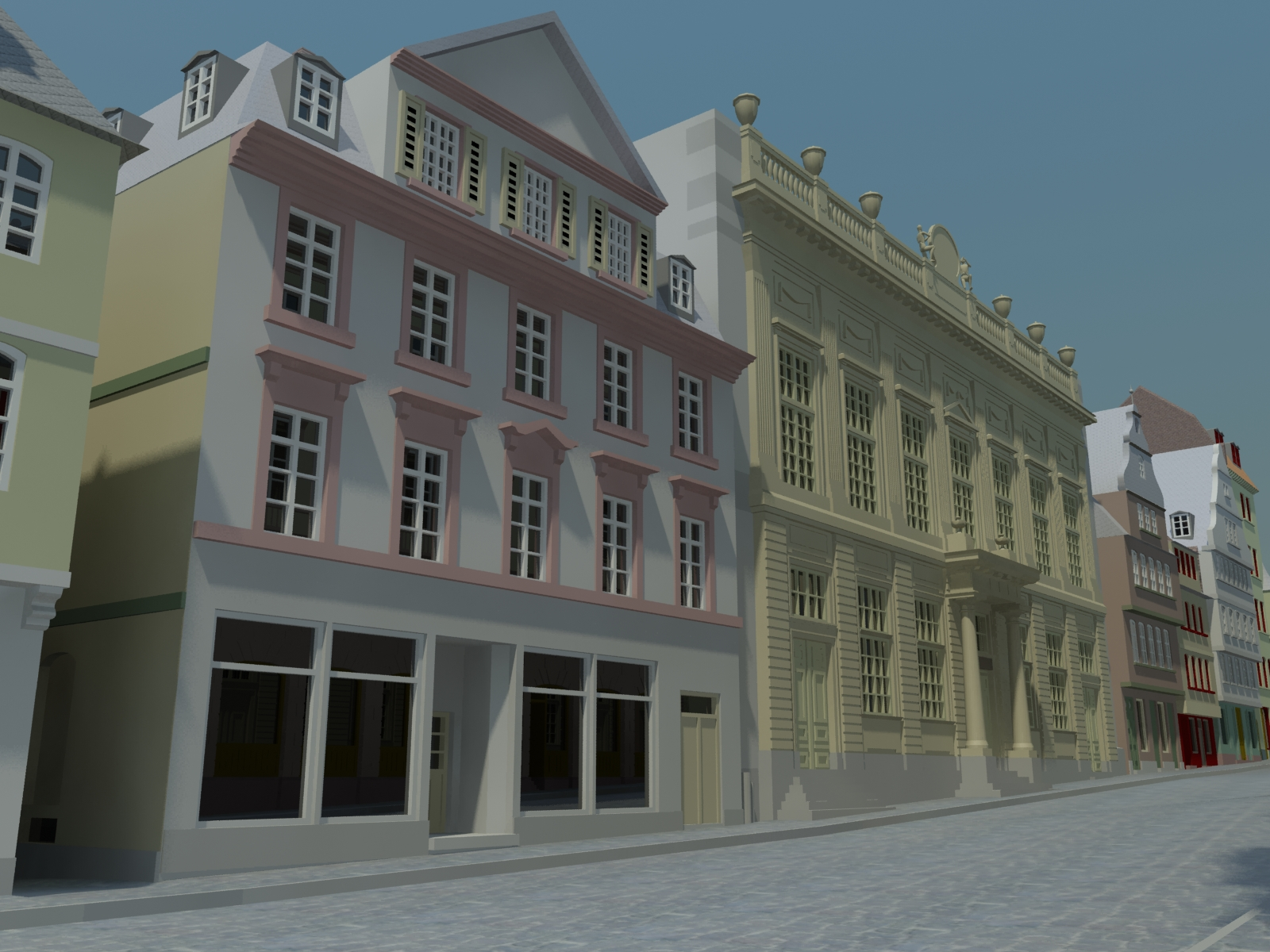
Ursprüngliche Versammlungsstätte am Großen Kornmarkt in Frankfurt am Main (im Bild rechts; aus dem virtuellen Altstadtmodell)

Die Gemeinde hatte seit 1892 am Großen Kornmarkt 15 ein Gemeindezentrum. Nach den Luftangriffen von 1944, die diese Räumlichkeiten zerstörten, wurde provisorisch unter anderem die Frankfurter Paulskirche genutzt. Als ein Neubau möglich war, übernahm die Gemeinde von der Stadt ein Grundstück an der Fischerfeldstraße.
Als Architekt wurde Alfred Schild gewonnen, der sich 1956 durch die evangelische Erlöserkirche in Frankfurt-Oberrad einen Namen gemacht hatte. Für die Unitarier entwarf er 1956/1957 die Weihehalle, einen klaren modernen Rundbau auf ovalem Grundriss mit seitlichen Fensterschlitzen. Die Bestuhlung verzichtet auf Kirchenbänke und zielt auf den leicht erhöhten Altarbereich, den ein Oberlicht betont. Zur Mainstraße bildet die geschwungene Fassade mit einem Flugdach auf schlanken Stützen eine Schaufassade. Diese Form ist im Kirchenbau der Zeit geläufig, wird teils aber auch auf die Paulskirche hin gedeutet. Die Weihehalle wurde 1960 auf Grundlage der Entwürfe von Schild fertiggestellt und in den folgenden Jahren um ein Gemeindezentrum erweitert.
Das Gebäude steht heute als einzige unter allen unitarischen Versammlungsstätten in Deutschland unter Denkmalschutz.

## Inneneinrichtung und Ausstattung
Zugunsten einer ruhigen Raumstimmung verzichtet die Weihehalle fast vollständig auf eine künstlerische Ausstattung. In den Entwürfen Schilds waren noch eine Betonglas-Gestaltung für die Fensterschlitze und eine Wandmalerei für die Fassade an der Mainstraße vorgesehen, beides wurde nicht umgesetzt. Lediglich eine Emporen-Stütze und die kleinen Fensteröffnungen über der Empore sind mit abstrakten farbigen Bleiglasfenstern geschmückt. Für den Altar und die Kanzel entwarfen Künstler der Offenbacher Kunstgewerbeschule stilisierte Kreuzmotive, die sich als Rosen- oder Sonnenkreuz deuten lassen. Sie wurden auf der Kanzel als Schieferrelief, auf dem Altar als Mosaik ausgeführt. Im Jahr 1963 erhielt die Weihehalle eine Orgel.